# Седру-ду-Абаэте
Седру-ду-Абаэте (порт. Cedro do Abaeté) — муниципалитет в Бразилии, входит в штат Минас-Жерайс. Составная часть мезорегиона Центр штата Минас-Жерайс. Входит в экономико-статистический микрорегион Трес-Мариас. Население составляет 1205 человек на 2006 год. Занимает площадь 279,906 км². Плотность населения — 4,3 чел./км².
Праздник города — 3 марта.

## История
Город основан 3 марта 1963 года.

## Статистика
- Валовой внутренний продукт на 2003 год составляет 4 366 069,00 реалов (данные: Бразильский институт географии и статистики).
- Валовой внутренний продукт на душу населения на 2003 год составляет 3509,70 реалов (данные: Бразильский институт географии и статистики).
- Индекс развития человеческого потенциала на 2000 год составляет 0,748 (данные: Программа развития ООН).